# Municipio de Porter (condado de Cass)
El municipio de Porter (en inglés: Porter Township) es un municipio ubicado en el condado de Cass en el estado estadounidense de Míchigan. En el año 2010 tenía una población de 3798 habitantes y una densidad poblacional de 26,83 personas por km².

## Geografía
El municipio de Porter se encuentra ubicado en las coordenadas 41°49′17″N 85°49′37″O / 41.82139, -85.82694. Según la Oficina del Censo de los Estados Unidos, el municipio tiene una superficie total de 141.55 km², de la cual 133,44 km² corresponden a tierra firme y (5,73 %) 8,11 km² es agua.

## Demografía
Según el censo de 2010, había 3798 personas residiendo en el municipio de Porter. La densidad de población era de 26,83 hab./km². De los 3798 habitantes, el municipio de Porter estaba compuesto por el 96,81 % blancos, el 0,45 % eran afroamericanos, el 0,34 % eran amerindios, el 0,24 % eran asiáticos, el 0,21 % eran de otras razas y el 1,95 % eran de una mezcla de razas. Del total de la población el 1,82 % eran hispanos o latinos de cualquier raza.